# Oural (Kazakhstan)
Pour les articles homonymes, voir Oural.
Oural, anciennement dénommée Ouralsk, est une ville du Kazakhstan, située dans la partie nord-ouest du pays, non loin de la frontière avec la Russie et occupant un site de confluence sur le fleuve Oural et un affluent, la rivière Chagan.
Ville fondée par les Cosaques de l'Oural en 1584 sous le nom de Yaitsk, elle devint une place forte militaire russe au XVIIIe siècle sous l'Empire tsariste, devenant Ouralsk sous Catherine II la Grande, faisant alors partie de l'ancien gouvernement d'Orenbourg. Puis, en 1868, elle fut érigée en capitale de l'oblast d'Ouralsk avant d'être incorporée en 1936 dans la RSS de Kazakhstan. Cette grande ville provinciale est, depuis 1991, lors de l'indépendance du Kazakhstan, la capitale régionale du Kazakhstan-Occidental.
Édifiée en très grande partie sur la rive droite du fleuve Oural - duquel elle tire son nom actuel depuis 1996 -, la ville est considérée comme appartenant à l'Europe, étant située sur la ligne de partage entre les continents européen et asiatique.
Elle comptait 235 819 habitants en 2021, ce qui la classe parmi les 12 premières villes du Kazakhstan.

## Géographie

### Situation géographique
Occupant par excellence un site de confluence de par son emplacement sur la rive gauche de la rivière Chagan et sur la rive droite du fleuve Oural, cette grande ville, édifiée en grande partie à l'Ouest du fleuve éponyme, est conventionnellement considérée comme européenne, à l'instar de toute la partie du territoire kazakhstanais située sur la rive droite du fleuve.
La ville se trouve à une latitude comparable à celle de Dunkerque, la ville française la plus septentrionale (coordonnées : 51° 14′ 00″ N, 51° 22′ 00″ E).
Oural est située à 233 km au sud de Samara, à 261 km à l'ouest d'Orenbourg et à 435 km à l'est de Saratov desquelles, avec les deux dernières, elle est reliée directement par une voie ferrée. Ce sont les trois grandes villes russes les plus proches d'Oural.
Astana, la capitale du Kazakhstan, est située à 1396 km au sud-est d'Oural tandis qu'à l'est, Aktioubé, la grande métropole régionale du nord-ouest, est située par la voie ferrée à 400 km environ. La ville d'Atyrau, l'ancienne Gouriev, port sur la mer Caspienne au débouché du fleuve Oural, est située au sud à 459 km à vol d'oiseau.

### Population
Recensements (*) ou estimations de la population :
| 1897*  | 1907 | 1920 | 1939 | 1959*   | 1970*   | 1979*   | 1989*   |
| ------ | ---- | ---- | ---- | ------- | ------- | ------- | ------- |
| 36 466 | -    | -    | -    | 103 914 | 134 162 | 167 352 | 199 835 |

| 1991    | 1999*   | 2004    | 2009*   | 2012    | 2017    | 2021    | 2023 |
| ------- | ------- | ------- | ------- | ------- | ------- | ------- | ---- |
| 214 000 | 195 459 | 195 811 | 208 814 | 218 136 | 232 514 | 235 819 | -    |

### Fonctions urbaines

Le Karev, centre culturel, chargé d'histoire, situé dans le centre ville d'Oural.

Oural est le centre administratif de l'oblast (ou oblys en kazakh) du Kazakhstan-Occidental, conservé dans ce rôle de capitale régionale lors de l'indépendance du Kazakhstan en 1991.
Elle a développé une fonction universitaire régionale grâce à l'implantation d'une Université d'État créée en 1932 et consolidée en 2000, d'une université agro-technique et d'une université d'ingénierie financière.

### Une grande ville secondaire

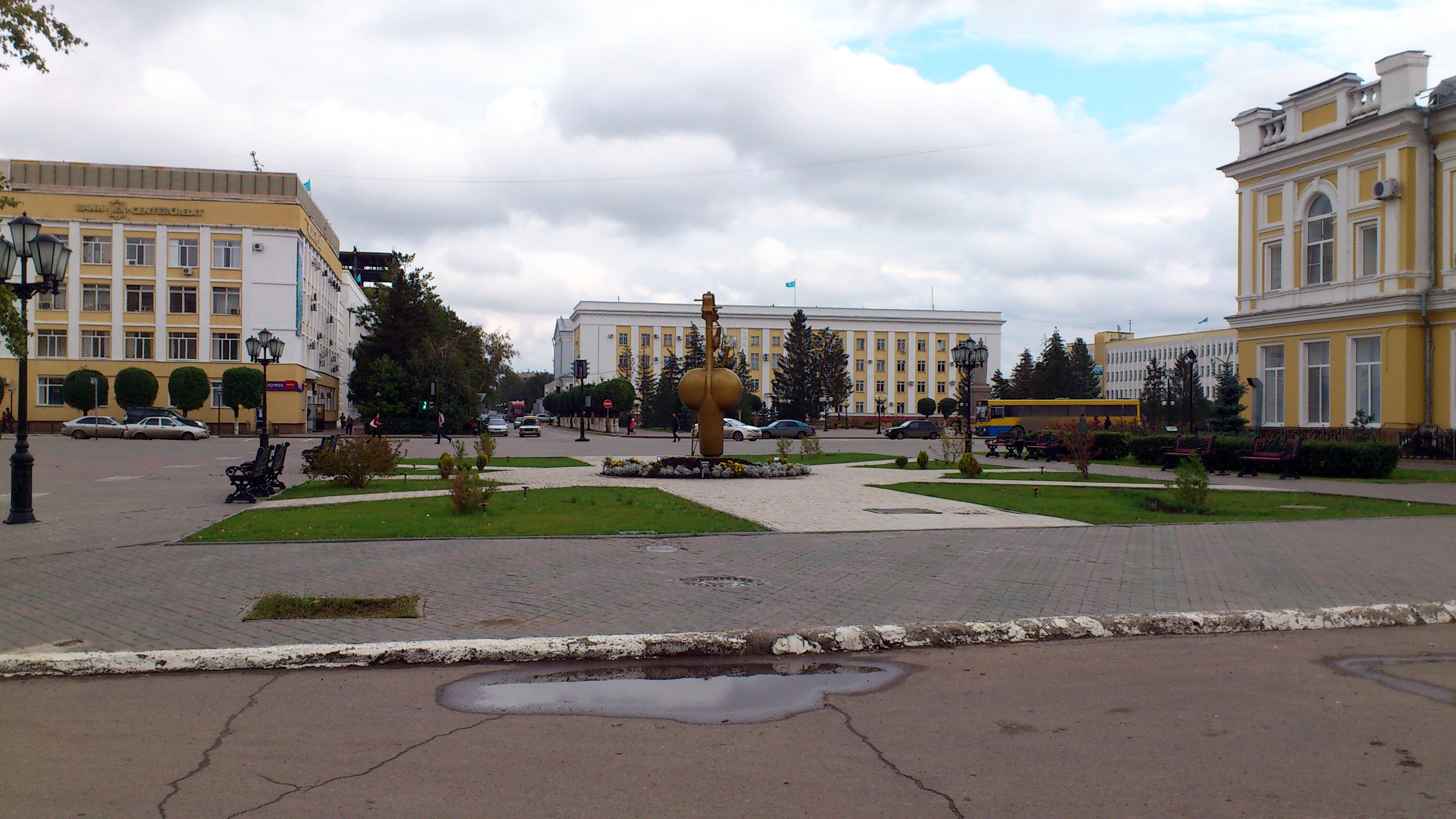
Centre historique de Oural fortement marqué par le style soviétique.

Oural est une ville historique qui a connu d'importants changements urbains dont les traces du passé antérieures à la seconde moitié du XIXe siècle ont quasiment disparu. Le centre de la ville a bénéficié des grands travaux d'aménagement selon les plans typiques des villes soviétiques dont l'architecture des bâtiments date des années 1930 à 1960.
La ville, banlieue comprise, occupe au total une superficie de 700 km², héritage des conceptions des villes spacieuses soviétiques.
Les espaces verts occupent ainsi une grande surface avec une superficie totale de 6 000 ha  parmi lesquels s'étend l'immense parc Kirov.

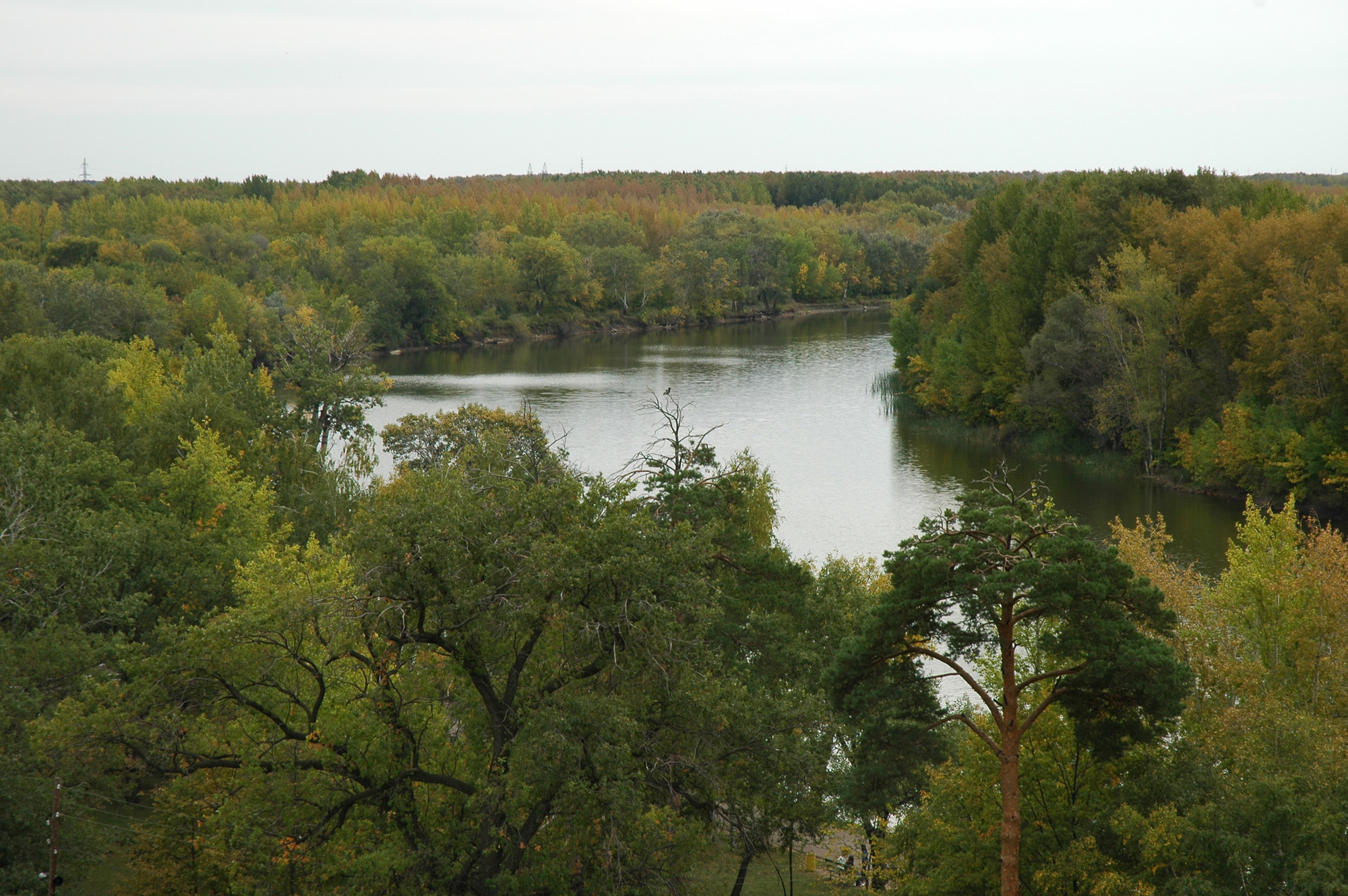
L'immense parc Kirov d'Oural est baigné par la rivière Chagan qui conflue avec le fleuve Oural.

Sa situation géographique, excentrée par rapport au reste du Kazakhstan, joue grandement en sa défaveur d'autant que, comme dans d'autres villes du nord du pays, elle a été touchée par la forte vague d'émigration de la décennie qui a suivi l'indépendance nationale en 1991. C'est pourquoi elle est devenue une ville secondaire dans l'armature urbaine du pays et ne s'accroît plus démographiquement. Ainsi, la ville compte 230 800 habitants en 2020 - dont 86 nationalités différentes y sont représentées parmi lesquelles 54 % de Russes et 34 % de Kazakhs- contre 271 800 habitants en 2009. Désormais, elle ne figure plus dans le classement des 10 premières villes du Kazakhstan.

## Climat
Oural bénéficie d'un climat très continental avec une légère tendance à l'aridité. En se référant à la classification de Köppen, le climat d'Oural est de type Dfa (tempéré froid, sans saison sèche, été chaud). La ville se trouve au bord de la steppe kazakhe et les précipitations  n'atteignent que 325 mm/an avec un léger maximum en été. Le record de hauteur de pluie sur une année est de 510 mm et a été enregistré en 1946. La neige recouvre le sol en moyenne 125 jours par an de la mi-novembre à la fin mars. La hauteur de neige est en moyenne de 27 cm au milieu de l'hiver (maximum de 67 cm).
- Température record la plus froide: -43.1 °C (jan 1942)
- Température record la plus chaude: 41.6 °C (juil 1954)
- Nombre moyen de jours avec de la neige dans l'année: 78
- Nombre moyen de jours de pluie dans l'année: 94
- Nombre moyen de jours avec de l'orage dans l'année: 20
- Nombre moyen de jours avec du blizzard dans l'année: 12

| Mois                                        | jan.       | fév.       | mars       | avril      | mai       | juin      | jui.      | août      | sep.      | oct.       | nov.       | déc.       | année      |
| ------------------------------------------- | ---------- | ---------- | ---------- | ---------- | --------- | --------- | --------- | --------- | --------- | ---------- | ---------- | ---------- | ---------- |
| Température minimale moyenne (°C)           | −14,1      | −14,5      | −7,4       | 2,6        | 9,3       | 13,9      | 16        | 14,2      | 8,3       | 2,1        | −4,7       | −11,6      | 1,2        |
| Température moyenne (°C)                    | −10,4      | −10,3      | −3,3       | 8,3        | 16,3      | 21,1      | 23,2      | 21,5      | 14,6      | 6,7        | −1,6       | −8,2       | 6,5        |
| Température maximale moyenne (°C)           | −6,7       | −5,9       | 1,2        | 14,7       | 23,2      | 28,1      | 30,2      | 29        | 21,9      | 12,5       | 2,1        | −4,7       | 12,1       |
| Record de froid (°C) date du record         | −43,1 1942 | −40,5 1929 | −35,2 1954 | −24,3 1904 | −6,8 1969 | −1,1 1949 | 4,3 1926  | 0,4 1910  | −7,6 1904 | −19,2 1968 | −32,6 1953 | −39,2 1908 | −43,1 1942 |
| Record de chaleur (°C) date du record       | 6,6 1948   | 6,9 2020   | 21,6 2008  | 31,1 1950  | 37,8 2021 | 41,8 2021 | 41,6 1954 | 42,3 2021 | 38,8 2003 | 28 1999    | 18 1932    | 8,2 2012   | 42,3 2021  |
| Ensoleillement (h)                          | 98         | 138        | 167        | 245        | 311       | 330       | 343       | 323       | 267       | 196        | 105        | 75         | 2 598      |
| Précipitations (mm)                         | 25         | 21         | 25         | 24         | 32        | 32        | 39        | 22        | 27        | 37         | 27         | 27         | 338        |
| dont neige (cm)                             | 20         | 29         | 23         | 2          | 0         | 0         | 0         | 0         | 0         | 0          | 3          | 10         | 87         |
| Record de pluie en 24 h (mm) date du record | 22 2010    | 25 1917    | 20 2013    | 39 1902    | 45 1941   | 49 2021   | 79 1992   | 42 2011   | 50 1992   | 64 1994    | 55 1916    | 25 1939    | 79 1992    |
| Nombre de jours avec précipitations         | 5          | 4          | 6          | 9          | 10        | 11        | 10        | 9         | 10        | 12         | 10         | 7          | 103        |
| Humidité relative (%)                       | 83         | 81         | 81         | 65         | 55        | 57        | 58        | 57        | 61        | 73         | 83         | 83         | 70         |
| Nombre de jours avec neige                  | 20         | 16         | 10         | 2          | 0,2       | 0         | 0         | 0         | 0,1       | 3          | 11         | 18         | 80         |
| Nombre de jours d'orage                     | 0          | 0          | 0,03       | 1          | 3         | 6         | 6         | 3         | 2         | 0,3        | 0          | 0          | 21         |
| Nombre de jours avec brouillard             | 5          | 4          | 6          | 1          | 0,4       | 0,2       | 0         | 0,1       | 1         | 2          | 5          | 6          | 31         |

| Diagramme climatique                                  |             |           |           |           |            |          |          |           |           |           |             |
| J                                                     | F           | M         | A         | M         | J          | J        | A        | S         | O         | N         | D           |
| −6,7−14,125                                           | −5,9−14,521 | 1,2−7,425 | 14,72,624 | 23,29,332 | 28,113,932 | 30,21639 | 2914,222 | 21,98,327 | 12,52,137 | 2,1−4,727 | −4,7−11,627 |
| Moyennes : • Temp. maxi et mini °C • Précipitation mm |             |           |           |           |            |          |          |           |           |           |             |

## Histoire

### Une ville d'origine cosaque
La ville d'Oural se nommait à l'origine Yaitsk. Elle fut fondée en 1584 par les Cosaques de l'Oural (la date officielle de la fondation de la ville est 1613, et en 1988 une grande fête eut lieu pour les 375 ans de la ville).
La cité vit le jour sur l'étroite bande de terre comprise entre le fleuve Oural et la rivière Chagan, un de ses affluents. Les Cosaques bénéficièrent d'une large autonomie jusqu'à l'avènement de  Pierre Ier le Grand.

### Elle devient Ouralsk sous l'Empire russe
En 1773-1775, les Cosaques de l'Oural prirent part à la révolte de Pougatchev pendant la guerre des Paysans russes et se soulevèrent contre l'impératrice Catherine II de Russie. Ce fut notamment la célèbre bataille de la forteresse de Yaitsk qui fut durement réprimée par le pouvoir russe.
En 1775, après avoir écrasé les partisans de Pougatchev, l'impératrice Catherine II fit rebaptiser la ville. La cité cosaque de Yaitsk prit alors le nom d'Ouralsk.
Cependant, les Cosaques continuèrent à faire preuve d'insoumission et plusieurs soulèvements furent sévèrement réprimés en 1804, 1825, 1837 et 1874.
Les principales activités des habitants étaient la pêche, la culture des courges et l'élevage bovin, Ouralsk n'était alors qu'une grosse bourgade endormie.

### Ouralsk, capitale d'un oblast en 1868
Avant 1868, Ouralsk appartenait au Gouvernement d'Orenbourg et devint ensuite la capitale de l'oblast d'Ouralsk qui s'étendait jusqu'aux rives septentrionales de la mer Caspienne. Elle connut alors un grand moment de prospérité et de transformation.
Aux côtés des Cosaques et des Russes, se trouvait un grand nombre de Tatars dans la cité. Ils disposaient même de leur propre faubourg. Ceux-ci se consacraient surtout au commerce. Ils servaient aussi dans l'armée ou quelques-uns étaient officiers. Ils jouaient un rôle d'intermédiaire dans les relations entre les Russes et les nomades kazakhs.
En 1894, Ouralsk fut reliée au réseau ferroviaire russe par une ligne de chemin de fer qui la reliait notamment à Orenbourg et à Saratov. Cette voie ferroviaire contribua à son développement urbain, avec l'apparition de fabriques et d'un dépôt ferroviaire. La ville devint un foyer du mouvement ouvrier.
En 1905, elle abritait des organisations sociales-démocrates ainsi que des organisations nationalistes kazakhes.

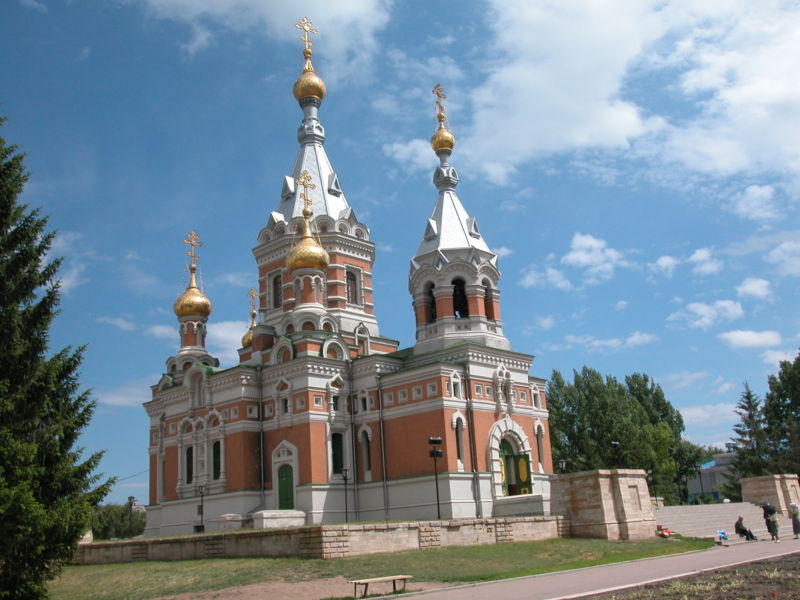
L'église orthodoxe du Christ Sauveur édifiée en 1891.

Avant la Révolution de 1917, quinze églises dont une large majorité de culte orthodoxe y étaient recensées, ainsi que quatre mosquées, un théâtre, un musée, plusieurs hôpitaux et bibliothèques, un grand nombre d'écoles. Des journaux y étaient publiés.

### Ouralsk pendant l'époque soviétique
Durant les années de guerre civile à la suite de la révolution de 1917, la ville se trouvait au centre des combats opposant l'Armée rouge à l'Armée blanche de l'Oural, cette dernière étant constituée de Cosaques qui refusaient de reconnaître le pouvoir soviétique.
Le 10 mars 1932, l'ancien oblast d'Ouralsk, après été démantelé en 1920, change de nom, mais la ville garde son rôle de centre administratif. Ce n'est qu'en décembre 1936 qu'Ouralsk et son oblast furent détachés de la Russie pour être incorporés dans la nouvelle République socialiste soviétique kazakhe dont la capitale fut fixée à Alma-Ata, aujourd'hui Almaty. Ouralsk fut maintenue dans sa fonction de capitale provinciale et conserva son Université fondée en 1932.
Durant la Seconde Guerre mondiale, lors de la bataille de Stalingrad, Ouralsk joua un grand rôle du fait de son éloignement de la ligne de front et surtout de sa desserte ferroviaire. Elle abrita 20 hôpitaux militaires et 14 entreprises industrielles et servit de point d'appui pour la défense antiaérienne.

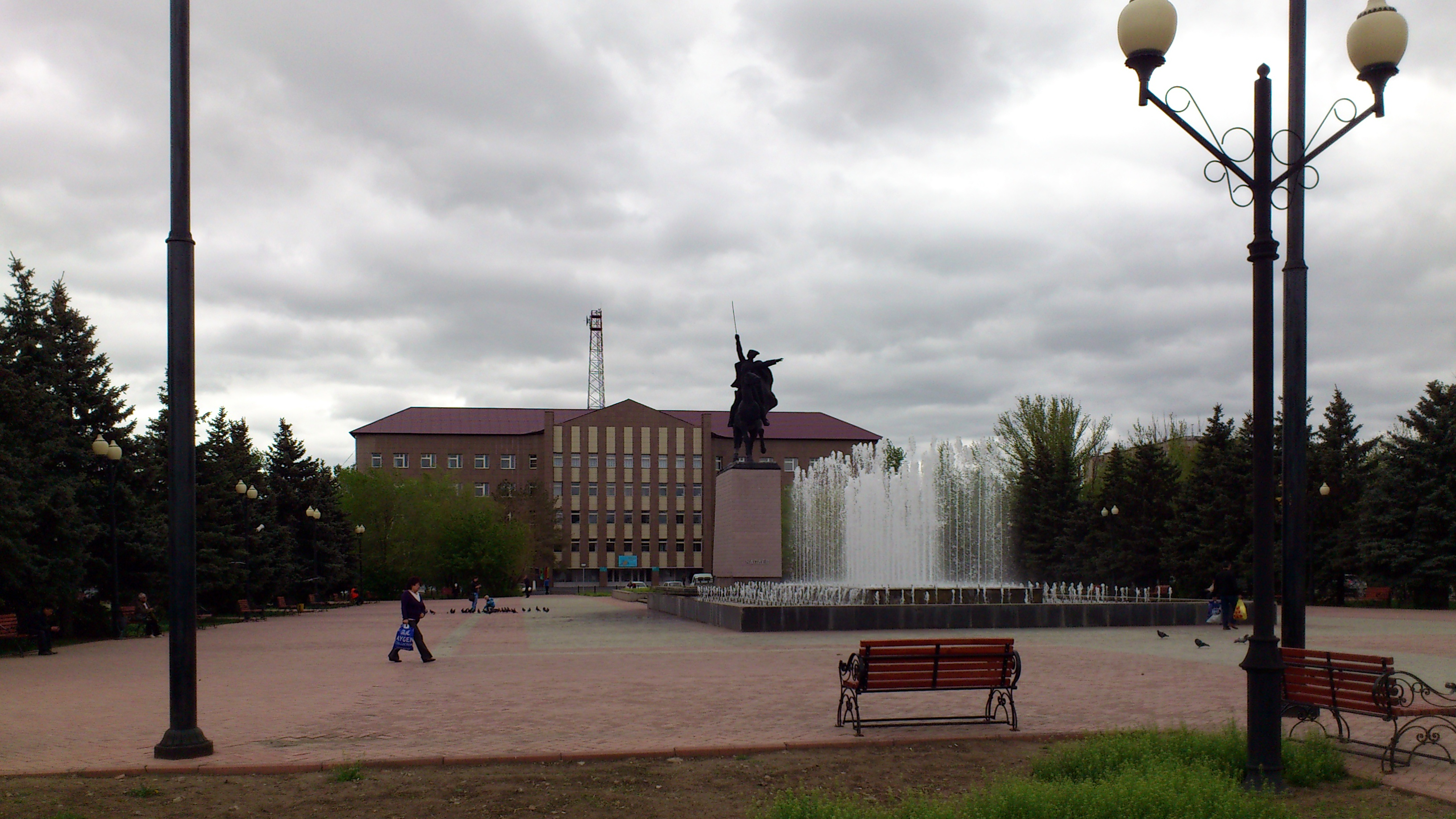
Aménagement selon le pur style soviétique de la Place Chapaiev à Oural.

Après la Grande guerre patriotique, Ouralsk bénéficie de la poursuite des grands travaux d'urbanisme entrepris dans les années 1930 selon les règles de l'architecture soviétique où de grands et longs bâtiments administratifs ou résidentiels à plusieurs étages, de style Khrouchtchevka, y sont édifiés et des places spacieuses, souvent minéralisées, y sont aménagées. La ville se dote alors de nouveaux édifices publics comme des administrations d'État, des écoles et des lycées, des maternités et des hôpitaux, dignes d'une capitale de province soviétique.

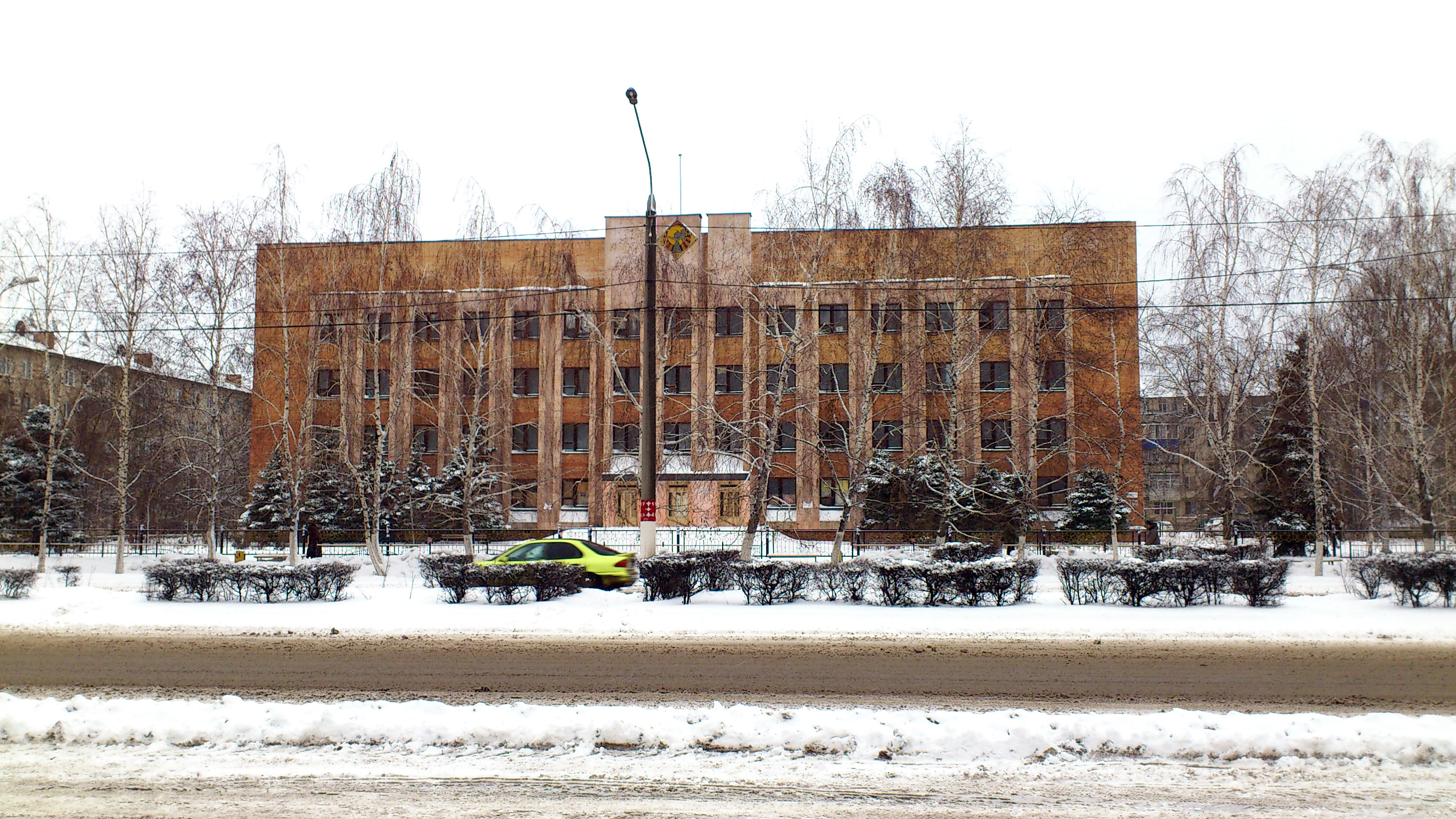
Hopital régional d'enfants à Oural.

### Oural depuis l'indépendance du Kazakhstan
Après décembre 1991, à la suite de l'effondrement de l'URSS, l'ancienne RSS du Kazakhstan devient indépendante. La ville d'Ouralsk fut conservée dans le nouvel État kazakh et conserva son rôle de capitale administrative de l'oblys de Kazakhstan-Occidental.
C'est en 1996 qu'elle prend le nouveau nom d'Oural.

## Villes jumelles
| Ville | Ville             | Pays | Pays       |
| ----- | ----------------- | ---- | ---------- |
|       | Atyraou           |      | Kazakhstan |
|       | Eskişehir         |      | Turquie    |
|       | Orenbourg         |      | Russie     |
|       | Ostrava           |      | Tchéquie   |
|       | Ploiești          |      | Roumanie   |
|       | Rostov-sur-le-Don |      | Russie     |

## Galerie

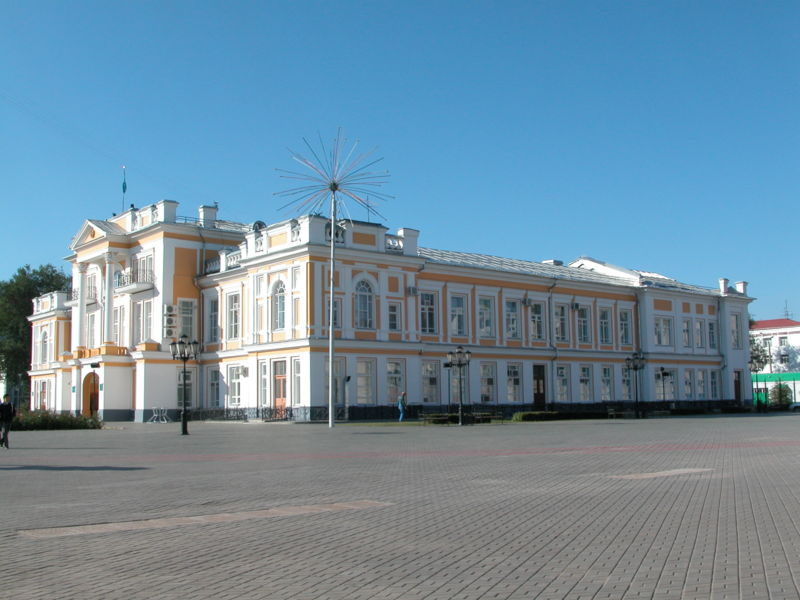
La mairie.

## Personnalités liées à la ville
Personnalités nées à Oural :
- Abzal Azhgaliyev (né en 1992), patineur kazakh ;
- Anastassiya Bannova (née en 1989), archère kazakhe ;
- Pavel Boubelnikov (né en 1944), chef d'orchestre russe ;
- Zakhar Bron (né en 1947), professeur de violon russe ;
- Murtas Kazhgaleïev (né en 1973), joueur d'échecs kazakh ;
- Alexey Kolessov (né en 1984), coureur cycliste kazakh ;
- Yekaterina Larionova (née en 1994), lutteuse kazakhe ;
- Matvey Nikitin (né en 1992), coureur cycliste kazakh ;
- Stas Pokatilov (né en 1992), footballeur kazakh ;
- Elena Polenova (née en 1983), handballeuse russe ;
- Sergueï Savine (né en 1988), joueur de volley-ball russe ;
- Nurbergen Zhumagaziyev (né en 1990), patineur kazakh ;
- Nurbol Zhumaskaliyev (né en 1981), footballeur kazakh.

Personnalités mortes à Oural :
- Zmitrok Biadoulia (1886-1941), poète et écrivain biélorusse.

## Sources
- (ru) Cet article est partiellement ou en totalité issu de l’article de Wikipédia en russe intitulé « Уральск » (voir la liste des auteurs).